# Barnsley
Barnsley è un nucleo urbano della contea del South Yorkshire, in Inghilterra. Storicamente fa parte del West Riding of Yorkshire. Barnsley è circondata da numerosi piccoli insediamenti che insieme formano la città metropolitana, di cui è il più grande centro amministrativo. Il centro urbano registra 96 888 abitanti, mentre la città metropolitana ha una popolazione di 244 600 abitanti (censimento 2021 nel Regno Unito). 
È raggiungibile percorrendo l'autostrada M1, tra le uscite '36 e 38' e dispone di una stazione ferroviaria servita dal Hallam e Linee Penistone.

## Geografia
Si trova vicino al fiume Dearne e dista 19 km a nord della città di Sheffield, a 27 km a sud di Leeds e a 23 km a ovest di Doncaster.

## Storia
Il primo riferimento del nome Barnsley compare nel 1086, veniva chiamato 'Berneslai' e contava circa 200 anime. L'origine del suo nome è ancora oggetto di dibattito. Il Consiglio sostiene che proviene dalla parola sassone 'Berna' (stalla o magazzino), e 'Lay' (campo).
All'inizio era un villaggio e sorse intorno alla parrocchia di Silkstone sviluppandosi di poco fino al 1150 quando fu consegnata ai monaci del monastero di St. John, di Pontefract. Essi costruirono una nuova città dove si incrociavano tre strade che conducevano verso alcuni importanti agglomerati urbani: da Sheffield a Wakefield, da Rotherham ad Huddersfield verso Doncaster. Il villaggio divenne noto come "Vecchio Barnsley", crescendo ed espandendosi intorno al piccolo sito. I monaci eressero anche una cappella dedicata a Santa Maria, esistente fino al 1820, e crearono un mercato, che col tempo, divenne meta di scambi. Nel 1249 fu dichiarato ufficiale, e ciò consentì alla cittadina di svolgerlo settimanalmente, ogni mercoledì. Al mercato venne aggiunta una fiera annuale della durata di quattro giorni in devozione ai festeggiamenti a San Michele. A questi due eventi, dal 1290, si aggiunse un'altra ricorrenza. La cittadella nel XVI secolo era così diventata un centro di attrazione, ma contava ancora solo 600 abitanti. Dal secolo successivo, Barnsley si espanse in un punto di sosta verso l'incrocio di strade tra Leeds, Wakefield, Sheffield e Londra. Il traffico generato, come risultato della sua posizione commerciale, incentivò l'apertura di osterie con servizi connessi, iniziando prosperità ed ingrandimento dell'agglomerato. Barsnley divenne col tempo un importante e principale centro per la tessitura del lino a cavallo fra XVIII e XIX secolo. La città acquisì parallelamente una lunga tradizione per la produzione del vetro, ma resta famosa per le sue miniere di carbone.
George Orwell vi trascorse un brevissimo periodo, soggiornando nelle case riservate alla classe operaia dei minatori, facendo ricerche. Menzionò la città nel libro: La strada di Wigan Pier e fu molto critico sulla gestione delle spese del Consiglio riguardo alla costruzione del Municipio di Barnsley, sostenendo che il denaro avrebbe dovuto essere speso per migliorare le condizioni di vita e abitative dei minatori locali.

## Economia
Barnsley è stata una importante città industriale incentrata sulle miniere di carbone e di lavorazione del vetro. Oggi sono rimaste poche fabbriche, in particolare la vetreria e la cokeria. Anche se le industrie sono diminuite, l'economia locale ruota intorno al suo patrimonio industriale.
Barnsley detiene anche una tradizione di bande di ottoni, originariamente create come club sociali per le comunità minerarie.

## Sport

### Calcio
La squadra di calcio locale è il Barnsley Football Club, fondato nel 1887. Vincitore di una FA Cup, gioca i suoi incontri interni allo stadio Oakwell.

## Amministrazione

### Gemellaggi
- Schwäbisch Gmünd, Germania
- Gorlovka, Ucraina